# Malin Höglund
Malin Kristina Höglund, född 13 april 1969 i Linköpings domkyrkoförsamling, Östergötlands län, är en svensk politiker (moderat). Hon var riksdagsledamot (tjänstgörande ersättare) 31 augusti 2020 – 1 februari 2021 för Dalarnas läns valkrets.
Höglund var tjänstgörande ersättare i Sveriges riksdag för Carl-Oskar Bohlin under perioden 31 augusti 2020 – 1 februari 2021. I riksdagen var hon suppleant i arbetsmarknadsutskottet.